# Чемпіонат України з легкої атлетики в приміщенні 1994
Чемпіонат України з легкої атлетики в приміщенні 1994 серед дорослих був проведений 12-13 лютого в Києві.
Першість з легкоатлетичних багатоборств була розіграна 29-30 січня в Запоріжжі.

## Призери

### Чоловіки
| Дисципліни                | Золото                                    | Золото   | Срібло                                   | Срібло   | Бронза                                        | Бронза   |
| ------------------------- | ----------------------------------------- | -------- | ---------------------------------------- | -------- | --------------------------------------------- | -------- |
| 60 метрів                 | Олександр Шличков Київ                    | 6,57     | Олег Крамаренко Запорізька область       | 6,60     | Владислав Дологодін Харківська область        | 6,64     |
| 200 метрів                | Ігор Стрельцов Запорізька область         | 21,62    | Леонід Яжинський Львівська область       | 21,92    | Вадим Огій Дніпропетровська область           | 22,32    |
| 400 метрів                | Олександр Голик Київ                      | 49,08    | Василь Лозинський Львівська область      | 49,60    | Володимир Дорош Львівська область             | 50,47    |
| 800 метрів                | Андрій Крамінський Херсонська область     | 1.58,89  | Іван Гриник Миколаївська область         | 1.58,89  | Юрій Татарчук Київ                            | 1.59,00  |
| 1500 метрів               | Олександр Фелоненко Запорізька область    | 3.53,99  | Альберт Мітін Київ                       | 3.54,35  | Дмитро Лісіцин Донецька область               | 3.54,52  |
| 3000 метрів               | Ігор Осьмак Київ                          | 8.12,91  | Анатолій Зерук Вінницька область         | 8.14,84  | Леонід Ляшенко Тернопільська область          | 8.19,11  |
| 60 метрів з бар'єрами     | Володимир Білоконь Кіровоградська область | 7,53 NIR | Андрій Каратєєв Київ                     | 7,66     | Дмитро Колесниченко Рівненська область        | 7,73     |
| 3000 метрів з перешкодами | Микола Матюшенко Київська область         | 8.37,90  | Олексій Пацерін Дніпропетровська область | 8.37,92  | Віталій Мельцаєв Донецька область             | 8.47,29  |
| Ходьба 5000 метрів        | Анатолій Козлов Сумська область           | 19.11,37 | Володимир Дручик Волинська область       | 19.14,23 | Микола Ямщиков Київ                           | 19.33,96 |
| Стрибки у висоту          | Юрій Сергієнко Миколаївська область       | 2,25     | Руслан Стіпанов Хмельницька область      | 2,20     | Володимир Костенко Житомирська область        | 2,15     |
| Стрибки з жердиною        | Сергій Фоменко Донецька область           | 5,60     | В'ячеслав Калініченко Київ               | 5,30     | Сергій Єсипчук Київ                           | 5,30     |
| Стрибки у довжину         | Віталій Кириленко Харківська область      | 7,88     | Євген Семенюк Київська область           | 7,78     | Володимир Очкань Полтавська область           | 7,59     |
| Потрійний стрибок         | Володимир Іноземцев Київ                  | 16,66    | Микола Мусієнко Дніпропетровська область | 16,39    | Віктор Попко Дніпропетровська область         | 16,31    |
| Штовхання ядра            | Олександр Багач Київська область          | 20,97    | Роман Вірастюк Івано-Франківська область | 19,73    | Андрій Немчанінов Київ                        | 18,98    |
| Семиборство               | Олександр Богданов Київ                   | 5533     | Іван Бабій Запорізька область            | 5470     | Володимир Михайленко Дніпропетровська область | 5420     |

### Жінки
| Дисципліни                | Золото                              | Золото   | Срібло                                   | Срібло   | Бронза                                    | Бронза   |
| ------------------------- | ----------------------------------- | -------- | ---------------------------------------- | -------- | ----------------------------------------- | -------- |
| 60 метрів                 | Анжела Кравченко Донецька область   | 7,18     | Анжеліка Шевчук Донецька область         | 7,22     | Оксана Левенець Дніпропетровська область  | 7,30     |
| 200 метрів                | Анжела Кравченко Донецька область   | 24,33    | Антоніна Слюсар Дніпропетровська область | 24,66    | Анжела Балахонова Тернопільська область   | 25,10    |
| 400 метрів                | Олена Насонкіна Харківська область  | 55,36    | Тетяна Маріна Дніпропетровська область   | 56,18    |                                           |          |
| 800 метрів                | Олена Сторчова Київ                 | 2.05,06  | Олена Завадська Донецька область         | 2.05,59  | Галина Місірук Запорізька область         | 2.07,24  |
| 1500 метрів               | Тетяна Біловол Одеська область      | 4.20,17  | Світлана Мирошник Харківська область     | 4.20,22  | Олена Городничева Запорізька область      | 4.25,34  |
| 3000 метрів               | Зоя Казновська Запорізька область   | 9.19,90  | Віра Рагуліна Запорізька область         | 9.27,31  | Наталія Воробйова АР Крим                 | 9.31,94  |
| 60 метрів з бар'єрами     | Надія Бодрова Харківська область    | 8,02     | Олена Овчарова Київ                      | 8,23     |                                           |          |
| 2000 метрів з перешкодами | Віра Рагуліна Запорізька область    | 6.22,57  | Людмила Пушкіна Херсонська область       | 6.29,02  | Ольга Стефанішина Тернопільська область   | 6.39,51  |
| Ходьба 3000 метрів        | Ольга Леоненко Київ                 | 12.15,48 | Тетяна Рагозіна Полтавська область       | 12.20,90 | Світлана Калитка Волинська область        | 13.13,50 |
| Стрибки у висоту          | Лариса Григоренко Київ              | 1,83     | Віта Стьопіна Запорізька область         | 1,83     | Тетяна Ніколаєва Дніпропетровська область | 1,80     |
| Стрибки у довжину         | Вікторія Вершиніна Київська область | 6,46     | Лариса Бережна Київська область          | 6,41     | Іоланта Хропач Харківська область         | 6,12     |
| Потрійний стрибок         | Вікторія Вершиніна Київська область | 13,50    | Олена Говорова Одеська область           | 13,48    | Юлія Баранова Київ                        | 12,98    |
| Штовхання ядра            | Ірина Жук Дніпропетровська область  | 18,58    | Вікторія Павлиш Харківська область       | 18,07    | Надія Лукинів Івано-Франківська область   | 17,68    |
| П'ятиборство              | Марина Щербина Київська область     | 4295     | Олена Ніколюк Київська область           | 4235     | Олена Болкун Луганська область            | 4212     |